# Antonio Ejercito
Antonio Ejercito (Pagsanjan, 5 juni 1896 - Tokio, 8 april 1959) was een Filipijns medisch onderzoeker, gespecialiseerd in malariabestrijding.

## Biografie
Antonio Ejercito werd geboren op 5 juni 1896 in Pagsanjan in de Filipijnse provincie Laguna. Ejercito studeerde aan de University of the Philippines behaalde in 1918 zijn Bachelor-diploma. In 1923 volgde zijn M.D. titel (Doctor of Medicine) aan dezelfde onderwijsinstelling. Na zijn studie trad hij in overheidsdienst als medische inspecteur van het Bureau of Health. Later groeide hij door naar de positie van assistent-hoofd en weer later hoofd van de malariaberstrijdingsdivisie van het Bureau of Health. In de jaren dertig was hij namens de Filipijnen enkele keren de afgevaardigde op internationale conferenties.
Ook na de Tweede Wereldoorlog was hij in overheidsdienst actief in de malariabestrijding. Zo werd hij in 1952 nog benoemd als hoofd van een zes jaar durend malariabestrijdingsprogramma. Hij nam ook na de oorlog weer deel aan diverse internationale conferenties, waaronder een conferentie over tropische medicatie in Nederland. Ook richtte hij een onderzoekscentrum op in Rizal in de provincie Laguna. Dit Malaria Research Institute werd door de WHO aangewezen als opleidingsinstituut voor Azië. Gedurende zijn carrière schreef Ejercito tientallen artikelen en studies over met name malariabestrijding.
Ejercito overleed in 1959 op 62-jarige leeftijd aan hartproblemen tijdens een medische conferentie in de Japanse hoofdstad Tokio. Hij was getrouwd met Josefa Ferriols en kreeg met haar zeven dochters.